# Conrad Ricamora
Conrad Wayne Ricamora-Jensen (nascido em 17 de fevereiro de 1979) é um ator americano. Ele é mais conhecido por sua interpretação de Oliver Hampton na série de televisão da ABC How to Get Away with Murder (2014–20). Como ator de teatro, ele é conhecido por seus papéis nos musicais off-Broadway originais Here Lies Love e Soft Power, que estrearam em 2013 e 2019, respectivamente. Ele fez sua estreia na Broadway no revival de 2015 de O Rei e Eu.

## Juventude
Ricamora nasceu em Santa Maria, Califórnia. Ele é filho de Ron Ricamora, que estava na Força Aérea dos Estados Unidos, e da assistente social Debbie Bolender. Seu pai nasceu em Manila, Filipinas, e se mudou para os Estados Unidos quando ele tinha 10 anos. Acredita-se que seu pai seja descendente de filipinos e é adotado, e sua mãe é descendente de alemães e irlandeses. Ricamora cresceu principalmente em Niceville, Flórida, e era um ávido jogador de tênis. Ele é gay e foi homenageado com o Prêmio Visibilidade da Human Rights Campaign.
Ricamora frequentou a Queens University of Charlotte com uma bolsa de tênis, graduando-se em psicologia em 2001. Ele se formou no programa de atuação do MFA na Universidade do Tennessee em 2012.

## Carreira
Ricamora conheceu a atuação durante seus estudos de graduação e, após se formar, participou de teatro comunitário em Charlotte, Carolina do Norte e Filadélfia, antes de frequentar a escola de atuação. Após a formatura, Ricamora desempenhou o papel de Ninoy Aquino no musical off-Broadway de 2013, Here Lies Love, que teve duas apresentações no The Public Theater. Ele ganhou o Theatre World Award e foi indicado ao Lucille Lortel Award de Melhor Ator Principal em Musical.
Em 2014, ele foi escalado para o papel recorrente de Oliver Hampton na série de drama jurídico da ABC How to Get Away with Murder. Ele continuou a fazer aparições especiais durante a segunda temporada do programa e foi promovido a personagem regular na terceira temporada. O show foi concluído após sua sexta temporada em 2020.
Ricamora interpretou Lun Tha no revival da Broadway de 2015 do Lincoln Center Theatre de O Rei e Eu de Rodgers e Hammerstein, dirigido por Bartlett Sher. A gravação do musical com o elenco da Broadway de 2015 recebeu uma indicação ao Grammy Award de Melhor Álbum de Teatro Musical.
Em 2017, Ricamora voltou ao elenco de Here Lies Love como Ninoy Aquino no Seattle Repertory Theatre.
Em 2018, Ricamora estrelou a estreia de Soft Power, de David Henry Hwang, como Xue Xing no Ahmanson Theatre em Los Angeles e posteriormente recebeu uma indicação ao Grammy Award de Melhor Álbum de Teatro Musical.

## Vida pessoal
Em 29 de julho de 2023, em postagem no Instagram, Ricamora anunciou que se casou com Peter Wesley Jensen no início do mês.

## Filmografia

### Cinema
| Ano  | Título                                      | Personagem     | Notas    |
| ---- | ------------------------------------------- | -------------- | -------- |
| 2006 | Talladega Nights: The Ballad of Ricky Bobby | Oficial do DMV |          |
| 2017 | The Light of the Moon                       | Jack           |          |
| 2020 | Over the Moon                               | Houyi          | Dublagem |
| 2022 | Fire Island                                 | Will           |          |

### Televisão
| Ano     | Título                      | Personagem     | Notas                                                                             |
| ------- | --------------------------- | -------------- | --------------------------------------------------------------------------------- |
| 2014–20 | How to Get Away with Murder | Oliver Hampton | 82 episódios; Papel recorrente (temporadas 1-2); Papel principal (temporadas 3-6) |
| 2017    | Mental                      | Dr. Torres     | Episódio: Dr. Bleiffer is on Maternity Leave                                      |
| 2021    | The Resident                | Dr. Jake Wong  | Papel recorrente; 8 episódios                                                     |

### Teatro
Créditos selecionados
| Ano     | Título                      | Personagem                | Local                       | Notas |
| ------- | --------------------------- | ------------------------- | --------------------------- | --- |
| 2011    | Ricardo III                 | Sir James Tyrrel/Ensemble | Adams Shakespearean Theatre | Utah Shakespeare Festival |
| 2011    | Sonho de uma Noite de Verão | Tom Snout                 | Adams Shakespearean Theatre | Utah Shakespeare Festival |
| 2011    | Romeu e Julieta             | Paris                     | Adams Shakespearean Theatre | Utah Shakespeare Festival |
| 2012    | Allegiance                  | Swing                     | The Old Globe               | Produção de San Diego |
| 2012    | Here Lies Love              | Ninoy Aquino              | Mass MOCA                   | Williamstown Theatre Festival |
| 2013-15 | Here Lies Love              | Ninoy Aquino              | The Public Theater          | Theatre World Award Indicado—Lucille Lortel Award de Melhor Ator Principal em Musical                                                           |
| 2017    | Here Lies Love              | Ninoy Aquino              | Seattle Repertory Theatre   | Produção de Seattle |
| 2015–16 | O Rei e Eu                  | Lun Tha                   | Vivian Beaumont Theater     | Grammy Award Indicado—Melhor Álbum de Teatro Musical, Solista Principal                                                                         |
| 2018    | Soft Power                  | Xue Xing                  | Ahmanson Theatre            | Produção de Los Angeles |
| 2018    | Soft Power                  | Xue Xing                  | Curran Theatre              | Produção de São Francisco |
| 2019    | Soft Power                  | Xue Xing                  | The Public Theater          | Grammy AwardIndicado—Melhor Álbum de Teatro Musical (2021), Solista Principal Indicado—Lucille Lortel Award de Melhor Ator Principal em Musical |
| 2022    | Little Shop of Horrors      | Seymour Krelborn          | Westside Theatre            | Renascimento Off-Broadway 2019 |
| 2023    | Here Lies Love              | Ninoy Aquino              | Broadway Theatre            | Produção da Broadway |